# ما در زمان زندگی می‌کنیم
ما در زمان زندگی می‌کنیم (به انگلیسی: We Live in Time) یک فیلم درام عاشقانه محصول ۲۰۲۴ به کارگردانی جان کرولی و نویسندگی نیک پین است. این فیلم رابطهٔ یک زوج با بازی فلورنس پیو و اندرو گارفیلد را در طول یک دهه دنبال می‌کند. این فیلم روایت غیرخطی دارد.
ما در زمان زندگی می‌کنیم در ۶ سپتامبر ۲۰۲۴ در جشنواره بین‌المللی فیلم تورنتو به نمایش درآمد و در ۱۱ اکتبر ۲۰۲۴ توسط ای۲۴ در ایالات متحده و در ۱ ژانویه ۲۰۲۵ توسط استودیوکانال در بریتانیا و فرانسه اکران شد. این فیلم ۴۶٫۵ میلیون دلار در سرتاسر جهان فروش داشته است.

## بازیگران
- اندرو گارفیلد در نقش توبیاس دوراند[۷]
- فلورنس پیو در نقش آلموت برول[۸]
- گریس دیلینی در نقش الا
- لی بریتویت در نقش جید
- یوفی هیندس در نقش اسکای
- آدام جیمز در نقش سایمون ماکسون
- داگلاس هاج در نقش رجینالد دوراند
- امی مورگان در نقش لیا
- نیو کیوسک در نقش سیلویا
- لوسی برایرس در نقش دکتر کری ویور
- رابرت بولتر در نقش دکتر هرناندز
- نیکیل پارمار در نقش سانجی
- کری گادلیمن در نقش جین
- هدر کرنی در نقش بافی جونز
- ماراما کورلت در نقش آدرین دووال

## تولید
فیلمبرداری اصلی در آوریل ۲۰۲۳ در لندن با بازیگران و خدمه در هرن هیل گزارش شد.

## واکنش نقادانه
در وبگاه جمع‌آوری نقد راتن تومیتوز، ٪۷۸ از ۱۷۱ بررسی منتقدان مثبت است و میانگینِ امتیاز آن ۷٫۱/۱۰ است. این فیلم در متاکریتیک که از میانگین وزنی استفاده می‌کند، بر اساس نظر ۳۸ منتقدین امتیاز ۵۸ از ۱۰۰ را کسب کرده که نشان‌گر «نقدهای مختلط یا متوسط» است.